# Anisographe nigromaculata
Anisographe nigromaculata là một loài bướm đêm trong họ Geometridae.